# Miyerlandi Torres
Miyerlandi Torres Agredo (Buga, 8 de junio de 1975) es una bacterióloga, epidemióloga y doctora en Salud Pública colombiana. Fue Secretaria de Salud de Cali, Colombia, desde el 1 de enero de 2020 hasta el 25 de octubre de 2022.

## Biografía
Bacterióloga de la Universidad del Valle (1996), realizó su especialización en Epidemiología, en la Universidad Libre (1999), y un magíster en Ciencias Básicas Médicas, con énfasis en Inmunología y Biología Molecular, en la Universidad del Valle (2004). En 2020 recibió su título de doctora en Salud Pública del Instituto Nacional de Salud Pública de Ciudad de México.
También realizó una especialización en Gerencia de Servicios de Salud, en la Universidad Libre (2009) y un magíster en Administración, con concentración en Gestión Estratégica, en la Universidad ICESI (2014).

### Servidora pública
Torres Agredo ha estado vinculada a entidades públicas por más de 25 años. Ejerció como bacterióloga en la Empresa Social del Estado (ESE) Red de Salud Suroriente de Cali entre 1996 y 2006; posteriormente fue designada como gerente de esa entidad, cargo que ocupó entre 2006 y 2009.
Estuvo vinculada además a la ESE Red de Salud del Centro, de la cual fue su gerente entre los años 2009 y 2019.
En diciembre de 2019 fue designada por el alcalde electo de Cali, Jorge Iván Ospina, como la nueva Secretaria de Salud de la ciudad, cargo que asumió el 1 de enero de 2020 y en el cual estuvo hasta el 25 de octubre de 2022. Como su sucesora fue designada Lucy del Carmen Luna Miranda.

### Logros y reconocimientos
Durante su labor como gerente de la ESE Red de Salud del Centro logró posicionar el programa ‘Por ti mujer’, referente a nivel nacional en la implementación de la ruta de atención integral para cáncer de cuello uterino. Así mismo, durante su gestión esa entidad logró el certificado de acreditación en salud y la certificación en calidad bajo la norma ISO 9001:2008 de varias sedes, otorgado por ICONTEC.
En la ESE Red de Salud Suroriente también alcanzó a certificar cuatro sedes en calidad bajo la norma ISO 9001:2008.
En 2020, como Secretaria de Salud Pública de Cali, recibió la mención de honor que la acreditó como una de las ganadoras del premio Alta Gerencia, gracias a la gestión adelantada por su despacho durante el primer año de la pandemia de COVID-19.
Su labor en el manejo de la emergencia sanitaria también fue reconocida en 2022 por la Asociación Colombiana de Clínicas de Cirugía Plástica, Estética y Reconstructiva (Asoclicper).